# Liszki (województwo warmińsko-mazurskie)
Liszki – osada w Polsce położona w województwie warmińsko-mazurskim, w powiecie elbląskim, w gminie Rychliki. Wieś wchodzi w skład sołectwa Śliwica.
W latach 1975–1998 miejscowość administracyjnie należała do województwa elbląskiego.